# Pal Benko
Pal Benko (maďarsky Pál Benkő; 15. července 1928, Amiens, Francie – 26. srpna 2019 Budapešť, Maďarsko) byl maďarský šachový velmistr. Pal Benko se narodil  během dovolené svých rodičů ve Francii, své dětství strávil v Maďarsku a ve dvaceti letech vyhrál maďarské mistrovství. V roce 1958 dokázal přes Island emigrovat do USA, kde pokračoval ve své šachové kariéře. Jako jediný hráč v historii dokázal osmkrát vyhrát nebo přinejmenším dosáhnout na dělené první místo na americkém mistrovství.
Svých největších úspěchů však dosáhl v různých týmových soutěžích. Jako reprezentant Maďarska dosáhl skvělých výsledků na šachové olympiádě v roce 1956 a na studentské šachové olympiádě v roce 1957. Jako reprezentant USA dále exceloval, v roce 1962 si z olympiády odvezl stříbrnou medaili za svůj individuální výkon. V roce 1966 pak pomohl Spojeným státům americkým k druhému místu.
Jeho jméno nese několik šachových otevření a v šachových kruzích je Benko stále uznáván pro svou práci v oblasti šachových koncovek a studií. V roce 1993 byl v USA uveden do šachové síně slávy.